# Portret Wilhelma Orsettiego
Portret Wilhelma Orsettiego – obraz Bartłomieja Strobla przedstawiający krakowskiego kupca i bankiera pochodzącego z Lukki.

## Opis
Wilhelm Orsetti przybył do Krakowa w 1632, a od 1639 cieszył się posiadaniem indygenatu. Strobel namalował go w charakterystycznej dla swego stylu pozie z lewą ręką podpierającą bok, a prawą opuszczoną. Bohater obrazu przedstawiony jest w 3/4 wysokości. Przedstawienie cechuje się naturalizmem, czego wyrazem jest widoczna blizna na czole Orsettiego oraz szczegółowe ukazanie koronek przy kołnierzu i mankietach. Na obrazie uwieczniono herb Złotokłos z literami „G O C L” – Guilelmus Orsetti Civis Luccensis, a także napis „Aetatis suae A (…) 47”, dzięki czemu można datować wykonanie dzieła.